# Akumulator hydrauliczny

Oznacze- nie sym- boliczne akumula- tora hyd- raulicznego

Akumulator hydrauliczny (hydroakumulator) – urządzenie do gromadzenia energii hydraulicznej. Energia ta jest gromadzona w postaci energii sprężystości ciała stałego, gazu bądź w postaci energii potencjalnej ciężaru. Akumulatory te stosuje się w instalacjach, w których występuje jedynie okresowe zapotrzebowanie na energię hydrauliczną lub w których w pewnych momentach powstają chwilowe szczyty poboru energii. Do zadań tych akumulatorów należy gromadzenie energii, tłumienie uderzeń, zmniejszanie falowania ciśnieniowego w obwodach hydraulicznych, zapobieganie kawitacji. Akumulatory w połączeniu z siłownikami i zaworami dławiącymi używane są w tzw. hydropneumatycznych zawieszeniach pojazdów mechanicznych.
Rodzaje akumulatorów hydraulicznych:
- ze względu na sposób gromadzenia energii:
  - gazowe
  - ciężarowe
  - sprężynowe
- ze względu na rodzaj przegrody:
  - membranowe
  - pęcherzowe
  - tłokowy

Schemat gazowego akumulatora hydraulicznego
Schemat ciężarowego akumulatora hydraulicznego
Schemat sprężynowego akumulatora hydraulicznego